# Sollentuna socken
Sollentuna socken i Uppland ingick i Sollentuna härad och området ingår sedan 1971 i Sollentuna kommun och motsvarar från 2016 Sollentuna distrikt. 
Socknens areal var den 1 januari 1941 53,10 kvadratkilometer, varav 49,59 land. Den 31 december 1943 fanns här 14 359 invånare. Edsbergs slott, godset Sollentunaholm, kommundelarna Rotebro, Viby, Norrviken, Vaxmora, Häggvik, Edsberg, Tureberg och Helenelund samt Sollentuna centrum och  sockenkyrkan Sollentuna kyrka ligger i socknen.

## Administrativ historik
Sollentuna socken omtalas i skriftliga handlingar första gången 1287 ('de Solendatunum'). Sollentuna kyrkas äldsta delar härstammar från 1100-talet slut.
Vid kommunreformen 1862 övergick socknens ansvar för de kyrkliga frågorna till Sollentuna församling och för de borgerliga frågorna till Sollentuna landskommun. Landskommunen ombildades 1944 till Sollentuna köping som 1971 ombildades till Sollentuna kommun. Området Björkliden (Kallhälls villastad) överfördes 1955 till Järfälla landskommun,  Hansta överfördes 1980 till Stockholms kommun, medan andra områden (som Silverdal) tillförts.
1 januari 2016 inrättades distriktet Sollentuna, med samma omfattning som församlingen hade 1999/2000.
Socknen har tillhört län, fögderier, tingslag och domsagor enligt vad som beskrivs i artikeln Sollentuna härad. De indelta soldaterna tillhörde Livregementets dragonkår, Livskvadronen, Livkompaniet. De indelta båtsmännen tillhörde Södra Roslags 2:a båtsmanskompani.

## Geografi och natur
Sollentuna socken ligger norr om Stockholm kring norra delen av Edsviken och södra delen av Norrviken och den korsas i norr-sydlig riktning av Stockholmsåsen. Socknen har lågt liggande odlingsstråk som omges av höglänta skogsbygder med höjder som når 70 meter över havet. Norrviken delas med Fresta socken i Upplands Väsby kommun.
Det finns fyra naturreservat inom socknen: Rösjöskogen, Södra Törnskogen, Tegelhagsskogen och Östra Järvafältet är alla kommunala naturreservat.
Sätesgårdar var Edsbergs slott, Sollentunaholms herrgård, Viby gård (säteri) och Rotsunda herrgård.
I Rotebro fanns det förr ett gästgiveri.

## Fornlämningar
Från bronsåldern finns spridda gravrösen. Från järnåldern finns cirka 60 gravfält och en storhög samt fem fornborgar. Ett tiotal runristningar har påträffats.

## Befolkningsutveckling
Befolkningen ökade med någon variation från 872 1810 till 51 337 1990. En omfattande expansion ägde rum mellan 1910 och 1940 då folkmängden ökade från 2 269 till 13 485 ivånare. Den största expansionen har alltså ägt rum efter 1940.

## Namnet
Namnet (1287 Solendatunum) kommer från kyrkbyn. Efterleden är tuna, 'inhägnad'. Förleden innehåller inbyggarbeteckningen soländar från bygdenamnet Soland. Detta namn i sin tur innehåller efterleden land för 'bygd' och sannolikt förleden sol, då med något oklar tolkning, eventuellt en solbelyst plats.